# Pthiridae
Pthiridae es una familia de piojos en el orden Psocodea. Esta familia solo posee dos especies vivas en la actualidad. Pthirus gorillae infecta a los gorilas, y Pthirus pubis se aloja en humanos, y comúnmente es denominado piojo del vello púbico o ladilla. Las dos especies divergieron hace unos 3.3 millones de años.
Son insectos anopluros; miden entre 1-3 mm de longitud, casi redondos, achatados y de color amarillento.